# Iwan Bagrianow
Iwan Iwanow Bagrianow (bułg. Иван Иванов Багрянов; ur. 17 października 1891 we wsi Hiusein Baba Teke w Obwodzie Razgrad, zm. 1 lutego 1945 w Sofii) – bułgarski prawnik, agronom i polityk, deputowany do Zwyczajnego Zgromadzenia Narodowego 24. kadencji (1938–1939), minister rolnictwa i własności państwa (1938–1941), premier Carstwa Bułgarii (1944).

## Życiorys
W 1912 ukończył Szkołę Wojskową w Sofii. Uczestniczył w wojnach bałkańskich i w I wojnie światowej w stopniu oficera artylerii. Przez pewien czas był adiutantem cara Ferdynanda I, a następnie Borysa III, który włączył go do swego kręgu zaufanych przyjaciół. W 1919 przeszedł w stan spoczynku jako major.
Na początku lat 20. studiował prawo w Uniwersytecie Sofijskim „Św. Klemensa z Ochrydy” i agronomię w Lipsku. Po powrocie do ojczyzny założył najnowowcześniejsze w Carstwie Bułgarii gospodarstwo rolne „Mahzar Pasza” (bułg. Махзар паша) koło Razgradu. W latach 1938–1944 był przewodniczącym Generalnego Związku Rolniczych Wspólnot Gospodarskich (bułg. Общ съюз на земеделските стопански задруги).
Karierę polityczną zapoczątkował pod koniec lat 30. W 1938 został wybrany do Zwyczajnego Zgromadzenia Narodowego 24. kadencji. W listopadzie tego samego roku wszedł w skład trzeciego gabinetu rządowego Kjoseiwanowa obejmując urząd ministra rolnictwa i własności państwa. Tę samą funkcję pełnił również w czwartym rządzie Kjoseiwanowa oraz w pierwszym rządzie Fiłowa.
1 czerwca 1944, po dymisji gabinetu Bożiłowa, został premierem Carstwa Bułgarii i tymczasowym (1-12 czerwca) ministrem spraw zagranicznych i wyznań wiary. Przewidując rychłą klęskę koalicji hitlerowskiej, do której Bułgaria należała od 1941, prowadził politykę lawirowania między Niemcami i Związkiem Radzieckim, a także zapoczątkował negocjacje na temat rozejmu z Wielką Brytanią i Stanami Zjednoczonymi. Jednocześnie prowadził rozmowy z przedstawicielami rosnącego w siłę komunistycznego Frontu Ojczyźnianego, który nie krył prosowieckich sympatii i dążył do zbrojnego przejęcia władzy w kraju. Próbując zapobiec wkroczeniu Armii Czerwonej, 26 sierpnia 1944 Bagrianow ogłosił neutralność Carstwa Bułgarii, zaś 1 września podał się do dymisji. Jego działania zakończyły się fiaskiem. 5 września ZSRR wypowiedział Bułgarii wojnę, zaś 9 września w kraju doszło do wojskowego przewrotu zorganizowanego przez Front Ojczyźniany.
Wkrótce po zamachu stanu Bagrianow został uwięziony. Sąd Ludowy, powołany przez komunistów w celu osądzenia byłych ministrów i deputowanych odpowiedzialnych za udział Bułgarii w wojnie po stronie koalicji hitlerowskiej, wydał na niego wyrok śmierci. 1 lutego 1945 został rozstrzelany.
W 1996 Sąd Najwyższy unieważnił wyrok Sądu Ludowego i pośmiertnie zrehabilitował Bagrianowa.